# Chủ tịch Hội đồng Thống đốc Cục Dự trữ Liên bang Hoa Kỳ
Chủ tịch Hội đồng Thống đốc Cục Dự trữ Liên bang Hoa Kỳ (tiếng Anh: Chairman of the Board of Governors of the Federal Reserve System) là người đứng đầu Cục Dự trữ Liên bang Hoa Kỳ. Chức này hay được gọi tắt là Chủ tịch Fed.

## Khái quát
Chức này được đặt ra theo Luật Ngân hàng của Hoa Kỳ năm 1935 và là chức vụ do Tổng thống Hoa Kỳ bổ nhiệm và phải được Thượng viên Hoa Kỳ chấp thuận. Tuy nhiên, chức vụ này không phải là một vị trí trong nội các. Nhiệm kỳ của Chủ tịch Hội đồng Thống đốc Cục Dự trữ Liên bang là 4 năm. Mỗi năm 2 lần, vị chủ tịch này phải chịu điều trần trước Quốc hội Hoa Kỳ về các vấn đề liên quan đến chính sách tiền tệ.
Chủ tịch Hội đồng Thống đốc cũng thường (nhưng không nhất định) là Chủ tịch Ủy ban Thị trường Mở Liên bang.
Đương kim Chủ tịch là Jerome Powell do Donald Trump bổ nhiệm. Người giữ cương vị này lâu năm nhất cho đến nay là William McChesney Martin, Jr., suốt gần 19 năm.

## Danh sách các Chủ tịch Fed
| Tên                           | Ảnh   | Sinh-Mất    | Nhậm chức            | Thoái chức          | Tổng thống bổ nhiệm                                                                     |
| ----------------------------- | ----- | ----------- | -------------------- | ------------------- | --------------------------------------------------------------------------------------- |
| Charles S. Hamlin             |       | 1861 — 1938 | 10 tháng 8 năm 1914  | 19 tháng 8 năm 1916 | Woodrow Wilson                                                                          |
| William P. G. Harding         |       | 1864—1930   | 10 tháng 8 năm 1916  | 9 tháng 8 năm 1922  | Woodrow Wilson Warren G. Harding                                                        |
| Daniel R. Crissinger          |       | 1860 — 1942 | 1 tháng 5 năm 1923   | 15 tháng 9 năm 1927 | Warren G. Harding Calvin Coolidge                                                       |
| Roy A. Young                  |       | 1882 — 1960 | 4 tháng 10 năm 1927  | 31 tháng 8 năm 1930 | Calvin Coolidge Herbert Hoover                                                          |
| Eugene Meyer                  |       | 1875 — 1959 | 16 tháng 9 năm 1930  | 10 tháng 5 năm 1933 | Herbert Hoover Franklin D. Roosevelt                                                    |
| Eugene R. Black               | 100pc | 1898 — 1992 | 19 tháng 5 năm 1933  | 15 tháng 8 năm 1934 | Franklin D. Roosevelt                                                                   |
| Marriner S. Eccles            |       | 1890 — 1977 | 15 tháng 11 năm 1934 | 31 tháng 1 năm 1948 | Franklin D. Roosevelt Harry S. Truman                                                   |
| Thomas B. McCabe              |       | 1893 — 1982 | 15 tháng 4 năm 1948  | 31 tháng 3 năm 1951 | Harry S. Truman                                                                         |
| William McChesney Martin, Jr. |       | 1906 — 1998 | 2 tháng 4 năm 1951   | 31 tháng 1 năm 1970 | Harry S. Truman Dwight D. Eisenhower John F. Kennedy Lyndon B. Johnson Richard M. Nixon |
| Arthur F. Burns               |       | 1904 — 1987 | 1 tháng 2 năm 1970   | 31 tháng 1 năm 1978 | Richard M. Nixon Gerald R. Ford Jimmy Carter                                            |
| G. William Miller             |       | 1925 — 2006 | 8 tháng 3 năm 1978   | 6 tháng 8 năm 1979  | Jimmy Carter                                                                            |
| Paul A. Volcker               |       | 1927 —      | 6 tháng 8 năm 1979   | 11 tháng 8 năm 1987 | Jimmy Carter Ronald W. Reagan                                                           |
| Alan Greenspan                |       | 1926 —      | 11 tháng 8 năm 1987  | 31 tháng 1 năm 2006 | Ronald W. Reagan George H.W. Bush Bill Clinton George W. Bush                           |
| Ben Bernanke                  |       | 1953 —      | 1 tháng 2 năm 2006   | 7 tháng 1 năm 2014  | George W. Bush, Barack Obama                                                            |
| Janet Yellen                  |       | 1946 –      | 7 tháng 1 năm 2014   | 5 tháng 2 năm 2018  | Barack Obama, Donald Trump                                                              |
| Jerome Powell                 |       | 1953 –      | 5 tháng 2 năm 2018   | đương nhiệm         | Donald Trump, Joe Biden                                                                 |